# Agricultural Systems
Agricultural Systems is een internationaal, aan collegiale toetsing onderworpen wetenschappelijk tijdschrift op het gebied van de landbouwkunde.
De naam wordt in literatuurverwijzingen meestal afgekort tot Agr. Syst. Het verschijnt 12 keer per jaar.